# Stamarski potok
Stamarski potok je potok v Karavankah, (neimenovani) potok), ki priteče s Stamar. Izvira sta na nadmorskih višinah približno 1330 m in približno 1390 m. Od Debelega brda navzdol teče ob hrbtu Lniče in zahodno od Zabukovja. Vanj se steka nekaj manj stalnih šibkih pritokov. V potok Bela priteče kot njegov desni pritok in sicer med Koničevim stanom in Pediceljnovo skalo. V zgornjem delu je zelo šibak in nestalen, v srednjem delu zelo redko presahne, v spodnjem delu pa je to potok z močnim stalnim in dokaj enakomernim pretokom.V srednjem delu je nekaj lepih slapov (kadar je veliko vode).
Sicer neimenovani) potok je na topografskih in na geoloških kartah napačno imenovan in napačno označen kot potok Čikla. Potok je ponekod imenovan kot Potok (rudarski zapisi Žige Zoisa), redkeje pa se ga omenja kot Stamarski potok, je pa to edino konkretno poimenovanje